# Nagato (provincia)

Mappa delle province giapponesi con la provincia di Nagato evidenziata

La provincia di Nagato (長門国 Nagato no kuni), spesso chiamata anche Chōshū (長州), fu una delle province del Giappone. Si trovava nell'area che corrisponde all'odierna prefettura di Yamaguchi e confinava con le province di Iwami e di Suō.

## Storia
Anche se l'antica capitale della provincia era Shimonoseki, durante il periodo Edo la sede del feudo del Dominio di Chōshū era Hagi. Nagato venne dominata dal clan Mōri sia prima che dopo la battaglia di Sekigahara.
Nel 1871, con l'abolizione del sistema feudale e la creazione delle prefetture, durante il rinnovamento Meiji le province di Nagato e di Suō vennero unite per formare la prefettura di Yamaguchi. Allo stesso tempo la vecchia provincia continuò ad esistere per svolgere ancora alcune funzioni: Nagato viene ancora esplicitamente menzionata nei trattati del 1894 tra il Giappone e gli Stati Uniti e tra il Giappone e il Regno Unito.
L'oligarchia che giunse al potere dal 1868 con il periodo Meiji, vide numerosi rappresentanti provenienti dalla provincia di Nagato, tra i quali ebbero particolare rilevanza Itō Hirobumi e Yamagata Aritomo.
La nave da battaglia Nagato, in servizio nella Marina imperiale giapponese dal 1910 al 1945, prende il nome da questa provincia.